# Domy przymurowe w Przeworsku
Domy przymurowe w Przeworsku – zespół trzech drewnianych domów znajdujących się przy ul. Kilińskiego (numery 23, 25 i 27) w Przeworsku.
Obiekty pochodzą z przełomu XVIII i XIX wieku. Wzniesione z drewna, usytuowane kalenicowo do ulicy, tworzą zwartą zabudowę. Wszystkie posiadają gontowe czterospadowe dachy z okapem opartym na kroksztynach. Obiekty wyróżnia fakt, iż tylną ścianę stanowi obronny mur miejski. Gdy mury przestały pełnić funkcję obronną, tereny wzdłuż nich zostały wykorzystane przez uboższe mieszczaństwo (głównie szewców) pod zabudowę mieszkalną. Podobna zabudową cechuje się Złota Uliczka w Pradze.
Dom nr 27 został wyremontowany przez prywatnego inwestora w 2012. Trwa obecnie remont obiektu nr 25, zainicjowany przez Miasto Przeworsk. Obiekt po odbudowie przeznaczony będzie do ogólnodostępnej prezentacji, przybliżającej dawną architektoniczną zabudowę drewnianą występującą na terenie Przeworska oraz na siedzibę organizacji pożytku publicznego zajmującej się opieką nad zabytkami na terenie miasta Przeworska.